# Petite-Rivière-Saint-François
Petite-Rivière-Saint-François è un comune del Canada, situato nella provincia del Québec, nella regione di Capitale-Nationale.